# Ismaila Naban
Ismaila M. S. Naban (* im 20. Jahrhundert) ist ein gambischer Journalist und Herausgeber.

## Leben
Naban arbeitete mit Swaebou Conateh, dem Herausgeber und Gründer des Wochenmagazins The Gambia News & Report (auch Gambia News and Report Weekly Magazine), bei der Gambia Communication Agency and Baroueli Enterprises mehr als zwanzig Jahre zusammen und wurde der Chefredakteur des Magazins.
Als Conateh 2018 starb, übernahm Naban die Leitung und Herausgabe des Magazins.